# البلال توريه
البلال توريه (بالفرنسية: El Bilal Touré)‏ (مواليد 3 أكتوبر 2001) هو لاعب كرة قدم مالي يلعب كمهاجم في نادي ستاد ريمس.

## روابط خارجية
- البلال توريه على موقع الاتحاد الأوربي (الإنجليزية)
- البلال توريه على موقع رابطة كرة القدم الفرنسية للمحترفين (الإنجليزية)
- البلال توريه على موقع قاعدة بيانات كرة القدم.إي يو (الإنجليزية)
- البلال توريه على موقع ليكيب (الفرنسية)
- البلال توريه على موقع ناشيونال فوتبول تيمز (الإنجليزية)
- البلال توريه على موقع Soccerway.com (الإنجليزية)
- البلال توريه على موقع عالم كرة القدم.نت (الإنجليزية)